# Ma Rong
Ma Rong (chinesisch 馬融 / 马融, Pinyin Mǎ Róng, W.-G. Ma Jung, Zì: 季长,  Jìcháng, * 79; † 166) war ein chinesischer Gelehrter, Literat und Kommentator aus der Zeit der Östlichen Han-Dynastie.
Er wurde in Maoling (茂陵) in Youfufeng (右扶風 / 右扶风) geboren, im Nordosten des heutigen Ortes Xingping (興平 / 兴平) in der Provinz Shaanxi.
Bekannt sind seine Kommentare zu den Büchern der Wǔjīng (Fünf Klassiker). Er war der erste bekannte Gelehrte, der sie vollständig kommentiert hat. Er entwickelte auch den doppelspaltigen Kommentar dafür.
Seine wichtigsten Schüler waren Lu Zhi (盧植 / 卢植) und Zheng Xuan (鄭玄 / 郑玄).
Seine Biographie ist im Buch der Späteren Han (Hòu Hànshū) enthalten. Er schrieb die „Rhapsodie über die Querflöte“ (Chángdí Fù 長笛賦 / 长笛赋) und möglicherweise ein anderes unter dem Titel „Klassiker der Loyalität“ (Zhōngjīng 忠經 / 忠经) bekanntes Werk.
Seine verlorenen Werke wurden in der Ming-Zeit unter dem Titel „Mǎ Jichang Jí“ (馬季長集 / 马季长集 – „Sammlung von Ma Jichang“) zu einer Ausgabe zusammengestellt.